# Asurini del Tocantins
Gli Asurini del Tocantins (Asurini do Tocantins o anche Akuawa) sono un gruppo etnico del Brasile che ha una popolazione stimata in circa 384 individui (2006). Parlano la lingua Asurini (codice ISO 639: ASU) e sono principalmente di fede animista.
Vivono vicino Tucuruí, sul fiume Tocantins, stato di Pará. Sono correlati al gruppo degli Asurini dello Xingu.

## Storia
Si suppone che durante i primi decenni del XX secolo, alcuni gruppi di Asurini stanziati nella regione dello Xingu, motivati da una serie di conflitti interni con altri popoli indigeni, abbiano abbandonato la regione e si siano stanziati nei pressi del fiume Tocantins, verso est, occupando le sorgenti del fiume Pacajá e poi le rive del fiume Trocará, dove si trovano oggi. A seguito della costruzione di una ferrovia che attraversava il loro territori, vi furono molti scontri tra gli Asurini del Tocantins e la popolazione locale tra gli anni venti e gli anni quaranta del XX secolo.
Il termine Asurini deriva dalla lingua Juruna ed è stato utilizzato dal XIX secolo per designare i vari gruppi di Tupi che vivevano nella regione tra i fiumi Xingu e Tocantins. Il termine cominciò ad essere utilizzato per il nome di questo popolo nel 1950 dallo SPI (Serviço de Proteção aos Indios) durante il processo di pacificazione. Gli Asurini del Tocantins sono noti anche come Asurini del Trocará (il nome del loro territorio indigeno) e Asurini Akuáwa. Questo nome è stato utilizzato dall'etnologo Laraia Roque nel 1960, in quanto il ricercatore considerava il termine Akuáwa il nome auto-identificativo del gruppo. L'antropologa Lúcia Andrade, nel 1980, ha evidenziato che il termine Akuáwa ha acquisito una connotazione negativa e viene utilizzato per designare 'gli indios della foresta' o 'gli indigeni selvaggi,' ossia quelli solo di recente contattati.